# Thimonville
Thimonville – miejscowość i gmina we Francji, w regionie Grand Est, w departamencie Mozela.
Według danych na rok 1990 gminę zamieszkiwały 164 osoby, a gęstość zaludnienia wynosiła 22 osób/km² (wśród 2335 gmin Lotaryngii Thimonville plasuje się na 881. miejscu pod względem liczby ludności, natomiast pod względem powierzchni na miejscu 795.).